# John Tweddell
John Tweddell, né le 1er juin 1769 à Threepwood près d'Hexham dans le Northumberland et mort à Athènes le 25 juillet 1799 était un voyageur et archéologue anglais.

## Biographie
Étudiant puis Fellow du Trinity College (Cambridge), il poursuivit ses études en droit au Middle Temple à partir de 1792. Il s'engagea en parallèle dans le mouvement radical.
En 1795, il partit en Grand Tour, par l'Allemagne et la Suisse où il croisa Madame de Staël, puis la Russie avant de descendre dans l'Empire ottoman. À Constantinople, il engagea le peintre Michel-François Préaulx en vue de relever les ruines antiques d'Athènes.
Là, il contracta une fièvre dont il mourut. Il est enterré dans le « Théséion ».
Tweddell avait acheté à son ami Louis-François-Sébastien Fauvel une partie des dessins qu'il avait réalisés. Fauvel venait d'être arrêté par les autorités ottomanes et avait besoin d'argent. Les dessins de Fauvel, ceux de Préaulx et de Tweddell furent récupérés par Lord Elgin, ambassadeur britannique à Constantinople. Ils furent mouillés dans le transport et disparurent dans les années qui suivirent. Ces dessins et les papiers de Tweddell furent à l'origine d'une affaire politico-archéologique. En effet, lord Elgin fut accusé de se les être indument appropriés.

## Sources
- (en) Cet article est partiellement ou en totalité issu de l’article de Wikipédia en anglais intitulé « John Tweddell » (voir la liste des auteurs).
- (en) William Saint-Clair, Lord Elgin and the Marbles, Oxford, Oxford University Press, 1983 (1re éd. 1967), 311 p. (ISBN 0-19-285140-3)